# Steromphala adansonii
Steromphala adansonii is een slakkensoort uit de familie van de Trochidae. De wetenschappelijke naam van de soort werd in 1826 voor het eerst geldig gepubliceerd door B.C. Payraudeau als Trochus adansonii.

## Beschrijving
Steromphala adansonii is een mariene huisjesslak. De hoogte van de schelp bereikt 12 mm, de diameter 10½ mm. De nauw navelige schelp heeft een conische vorm. De kleur is kastanjebruin of diepbruin, met longitudinale golvende witte vlammen, doorlopend of onderbroken in vlekken op de basis. De verhoogde horenspits is kegelvormig en bevat 6 tot 7 convexe windingen, doorsneden door talrijke spiraalvormige strepen. 

## Verspreiding
Deze slakkensoort komt voor in de Middellandse Zee, de Adriatische Zee en de Zwarte Zee.